# Giacomo Piazzetta
Giacomo Piazzetta (Pederobba, 1640 ca. – Venezia, 4 febbraio 1705) è stato un intagliatore e scultore italiano.

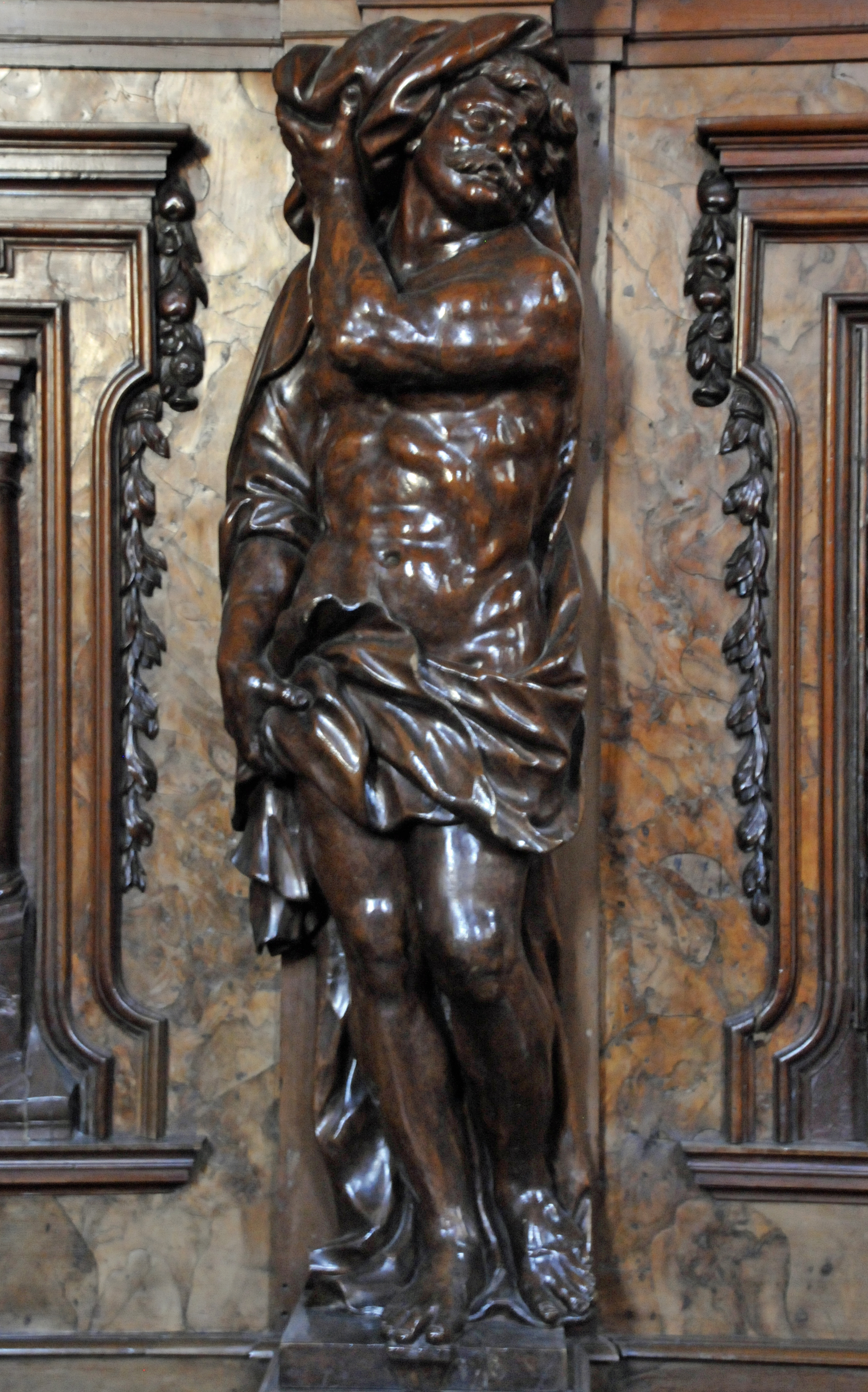
Atlante (1698) dettaglio dei dossali nella cappella del Rosario nella Basilica dei Santi Giovanni e Paolo (Venezia).

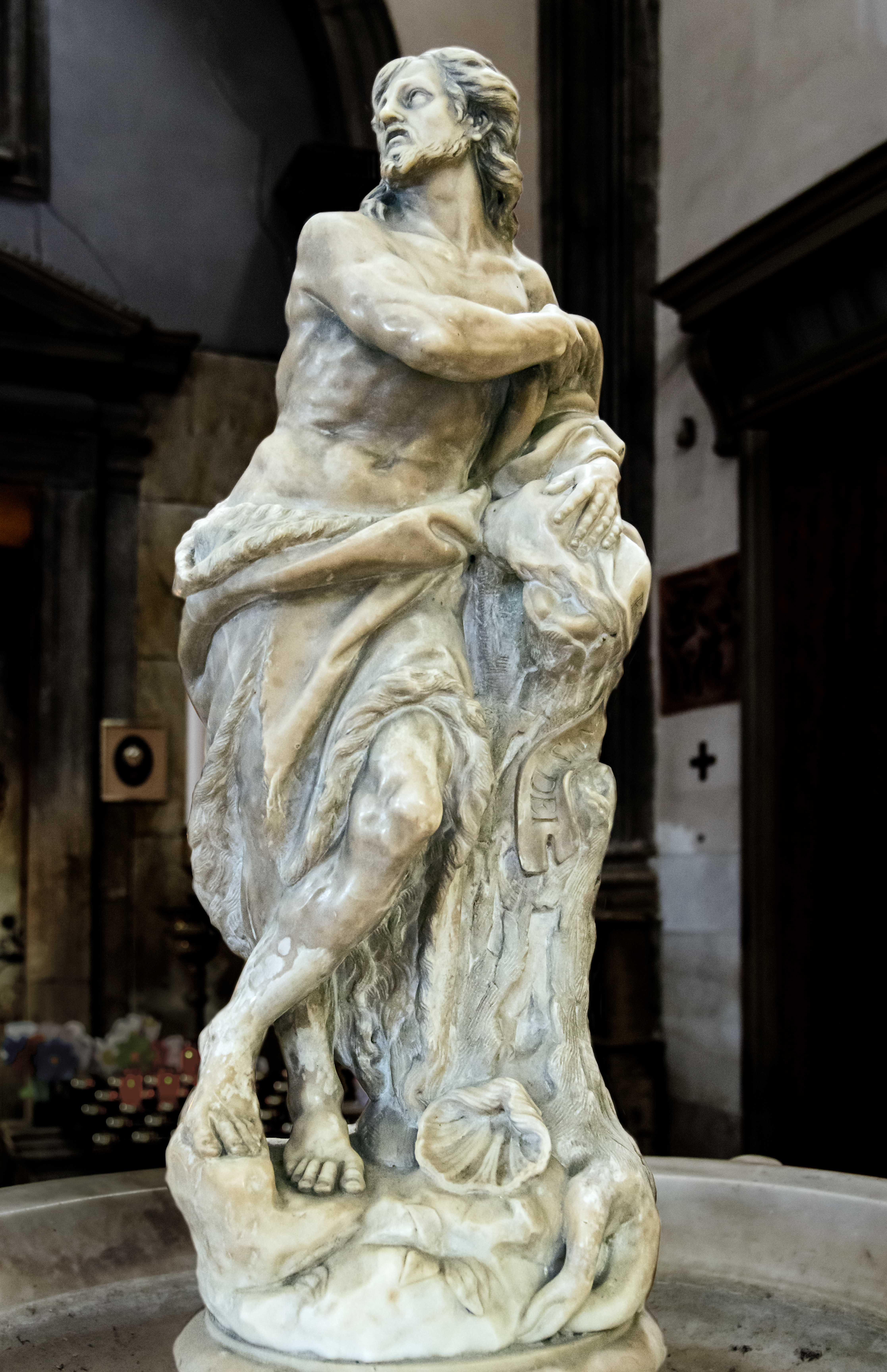
San Giovanni Battista di Giacomo Piazzetta 1698 Santi Apostoli

Fu padre del più noto Giovanni Battista Piazzetta.

## Biografia
Originario di Pederobba, nel Trevigiano, della sua vita si sa ben poco. La data di nascita approssimativa si desume dal certificato di morte, che lo dice «d'anni 64 in circa» (Domenico Maria Federici riporta la data 1643). Suo padre si chiamava Domenico, mentre non ci è noto il nome della madre.
Giunse a Venezia attorno al 1665, verosimilmente per entrare nella bottega di Sante Pianta (padre del più famoso Francesco). Oltre a questo ipotetico apprendistato, l'abilità nello sviluppare il volume dei modellati e la sua energia fantasiosa, sia con la pietra sia con il legno, evidenziano un influsso più rilevante da parte di Giusto Le Court. Visse nella parrocchia di San Felice, dove il 20 maggio 1677 sposò Angela, che morì di parto nel 1685. Dal matrimonio era nato il futuro pittore Giambattista; un'altra figlia, Caterina, sposò nel 1705 l'assistente del maestro Francesco Bernardoni. E proprio a costui, morendo nello stesso anno, Giacomo lasciò la gestione della sua rinomata bottega.
Chiamato anche il palmifero, era principalmente uno scultore nel legno, seppur siano note poche opere sue in marmo.

## Opere
Adria
- Chiesa della Cattedrale nuova – in sagrestia: armadi secenteschi provenienti dalla soppressa Scuola della Carità di Venezia.

Berlino 
- Staatliche Museen – sei bozzetti in terracotta (in questo caso dorata) per i telamoni della biblioteca dei Domenicani (vedi anche Venezia, Galleria Giorgio Franchetti alla Ca' d'Oro)

Budapest
- Museo di belle arti – putto seduto su una conchiglia (Inv.-Nr.: 61.1)

Zagabria
- Cattedrale di Zagabria  - scultura di S. Luca con un toro ai suoi piedi

Fratta Polesine
- Chiesa arcipretale  –  facciata: statue di San Pietro e San Paolo[4]

Isola di Lesina
- Convento domenicano di Stari Grad: Crocifisso[5][6]

Treviso 
- Chiesa di San Gregorio Magno – statua di Madonna col Bambino in marmo bianco di Carrara  (1699)
- Chiesa di San Lazzaro – Madonna del Rosario in legno policromo[7]

Venezia 
- Chiesa dei Santi Apostoli – statua di San Giovanni Battista 1698
- Basilica dei Santi Giovanni e Paolo – dossali lignei nella cappella del Rosario (già della soppressa Scuola Grande della Carità)
- Scuola Grande dei Carmini – dossali in legno con cariatidi nella sala dell'Archivio; San Simone Stock e Maria Vergine, busti in legno dipinto finto marmo nelle cappella al piano terreno[8][9]
- Galleria Giorgio Franchetti alla Ca' d'Oro – dieci bozzetti in terracotta per i telamoni lignei della biblioteca dei Domenicani a San Giovanni e Paolo, Gli eretici vinti dalla dottrina domenicana, dispersi a seguito della soppressione napoleonica.
- Chiesa di San Marziale – altare di San Marziale: statue di Sant'Austricliano, Santa Valeria, ai lati, e allegorie della Fede e della Chiesa sul forntone mistilineo[10]; altare di Ant'Agnese putti in legno dipinto sul frontone spezzato[11]
- Chiesa di San Michele in Isola – gruppo marmoreo di San Romualdo portato in cielo dagli angeli
- Duomo di Mestre – altare del Santissimo, statue di Sant'Agostino e San Girolamo

Ottawa
- National Gallery –  quattro bozzetti in terracotta (in questo caso dorata) per i telamoni della biblioteca dei Domenicani (vedi anche Venezia, Galleria Giorgio Franchetti alla Ca' d'Oro)

Pergola
- Chiesa di San Francesco – la statua dell'Immacolata del 1692[12].